# Херсонський суднобудівно-судноремонтний завод
Херсонський суднобудівно-судноремонтний завод імені Комінтерну — суднобудівно-судноремонтний завод компанії Укррічфлот у місті Херсон.

## Роботи
- Дефектація корпусів, деталей і механізмів суден, володіє потужним виробничим потенціалом для виконання завдань будь-якої складності з судноремонту;
- Виконує очищення корпусів плавзасобів усіх типів за допомогою піскоструменевих апаратів до класу Sa2, 5, опріснення й обмивання корпусів суден, фарбування;
- Ремонт всіх класів і всіх видів гвинто-рульових комплексів і підрулюючих пристроїв;
- Відновлення параметрів валів діаметром до 320 міліметрів і довжиною до 11 погонних метрів, балеро, всіх видів гребних гвинтів діаметром до трьох метрів;
- Ремонт суднових систем і трубопроводів, виконуються всі види ремонту донно-забортної арматури, люкових закриттів всіх типів, різних насосів, компресорів, суднових силових установок;
- Ремонт навігаційного обладнання.

## Виробничі потужності
- Сліп Г-300 для підйому суден доковою вагою до 2200 т;
- Плавучий док вантажопідйомністю 4500 т;
- Плавучий док вантажопідйомністю 600 т;

## Стандарти якості
Система менеджменту якості сертифікована за системою міжнародних стандартів ISO 9001-2008, а також визнана українським і російським регістрами.

## Керівництво
- директор Донець Василь Васильович